# Папануцос, Евангелос
Евангелос Папануцос (греч. Ευάγγελος Π. Παπανούτσος; 1900 — 1982) — греческий педагог и учёный; член Афинской академии с 1980 года.

## Биография
Родился 27 июля 1900 года в городе Пирей в области Ахея на севере Пелопоннеса.
После обучения в пирейской гимназии, с 1915 по 1919 годы учился на богословском факультете Афинского университета. После получения диплома переехал в Александрию, где преподавал в гимназии Αβερώφειο Γυμνάσιο Αλεξάνδρειας.
Затем с 1924 по 1927 годы на стипендию греческого ученого Номикоса (греч. Χ. Α. Νομικός) продолжил своё образование в области философии и педагогики в Германии и Франции. В 1927 году защитил докторскую диссертацию на философском факультете Тюбингенского университета. Среди его преподавателей были Генрих Майер, Макс Дессуар, Эдуард Шпрангер, Курт Левин, Николай Гартман и Макс Шелер в Германии, а также Анри Бергсон, Леон Брюнсвик и André Lalande  во Франции.
В 1931 году Папануцос вернулся в Грецию, где продолжил педагогическую деятельность. Основал и возглавил специальные семинары для учителей (с 1931 по 1934 годы). С 1934 по 1936 годы возглавлял Педагогическую академию в городе Александруполис. С 1937 по 1938 годы был  заместителем начальника, затем начальником академии Педагогических наук Янины; с 1938 по 1939 годы работал на семинарах Μαράσλειο Διδασκαλείο в Афинах; с 1939 по 1943 годы руководил Педагогической академией в Триполи, а с 1943 по 1944 годы — Педагогической академией Ράλλειο Παιδαγωγική Ακαδημία в Пирее.
После освобождения страны в результате окончания Второй мировой войны, Евангелос Папануцос переключился на государственную деятельность, работая в Министерства образования Греции в правительствах Георгиоса Папандреу и Николаоса Пластираса. Одновременно с 1947 по 1967 годы все же преподавал в им самим созданном народном университете Αθήναιον. Здесь он основал журнал Παιδεία και Ζωή, который ежегодно выпускался с 1946 по 1961 годы. В эти же годы вёл еженедельную колонку в газете «То Вима».
С 1958 года он работал заместителем председателя Технологического института в Афинах (греч. Αθηναϊκό Τεχνολογικό Ινστιτούτο) и в технической школе Константиноса Доксиадиса, которую возглавлял до 1975 года. В 1966 году он работал в качестве приглашенного профессора в США и отразил свои впечатления об этой стране в своей книге Amerika (1966). Среди прочих дел посетил Миннесотский университет. 
В период военной диктатуры, с апреля 1967 по июль 1974 года, участвовал а политической жизни Греции, был членом партии Ένωσις Κέντρου. С 1974 по 1977 годы он входил в Государственный совет (греч. βουλευτής Επικρατείας), где занимался реформами в сфере образования. В 1980 году Папануцос был избран постоянным членом Афинской академии.
Умер 2 мая 1982 года в Афинах.